# Аасаметс, Агу Карлович
Агу Карлович Аасаметс — советский хозяйственный и государственный деятель, лауреат Государственной премии СССР за выдающиеся достижения в труде.

## Биография
Родился в 1941 году в Эстонской ССР. Член КПСС.
В 1961—1991 — механизатор, бригадир комплексной бригады Раквереского лесокомбината Эстонской ССР.
За высокую эффективность и качество работы на основе использования новой техники и технологии, прогрессивных форм организации труда был в составе коллектива удостоен Государственной премии СССР за выдающиеся достижения в труде 1978 года.
Жил в Эстонии

## Награды
- Орден Трудового Красного Знамени (1974)
- Орден Трудовой Славы II степени (1976)
- Орден Трудовой Славы III степени (1981)